# Peter Strohm
Peter Strohm est une série télévisée policière allemande en 63 épisodes de 45 minutes diffusée entre le 4 janvier 1989 et le 2 avril 1996 sur le réseau ARD.
En France, la série a été diffusée à partir de Juillet 1994 sur TF1 puis rediffusée sur RTL9 et Jimmy. En Belgique, elle a été diffusée sur AB4.
Elle met en scène Peter Strohm, ancien détective de la police de Hambourg devenu détective privé. 

## Synopsis
Peter Strohm est détective privé aux méthodes radicales. Son travail commence là où finit celui de la police ; il récupère les cas délicats qui réclament une certaine envergure ou les situations explosives pouvant déboucher sur des crises internationales.

## Distribution
- Klaus Löwitsch : Peter Strohm
- Senta Berger : Kristina
- Helga Fries : Nina Grosse
- Krista Posch : Edith Wanke
- Ulrike Bliefert : Gudrun Wanke
- Gretzki[Lequel ?] : Michael Mendl

## Épisodes

### Saison 1 (1989)
1. Pilote (Tod eines Freundes)
2. Les Sept Lunes de Jupiter (Die sieben Monde des Jupiter)
3. A trois minutes près (Noch drei Minuten bis Himmelfahrt)
4. Main-d’œuvre au noir (Es muß doch mehr als alles geben)
5. Putsch au Surinam (Die Mondscheinmänner)
6. Sacrifiez la Reine (Damenopfer)
7. Escroquerie à l'Assurance (Heißer Schmuck)
8. Marchés explosifs (Der Mohr hat seine Schuldigkeit getan)
9. Trafic à Berlin (Rendesvous in Berlin)
10. Retrouvez le deuxième homme (Der zweite Mann)
11. Évasion Réussie (Das blaue Wunder)
12. Brigade Verte (Grüne Brigade)
13. Rendez-moi ma fille (Reihe 7, Grab 4)
14. Pirates de la route (Fracht für Mailand)

### Saison 2 (1991)
1. Chantage au Sida (Amateure sterben schnell)
2. Les Héritiers (Die Erben)
3. Faux diamants (Fünfzig Millionen in kleinen Steinen)
4. Le Camarade d'école (Der Schulfreund)
5. Einstein est mort (Einsteins Tod)
6. Pertes et profits (Grenzfall)
7. Tuez l'ennui (Die Melancholie einer Blondine)
8. Ma femme est-elle dangereuse ? (Historische Unkosten)
9. Échec et Mat (Mann und Frau)
10. Thunderbird (Thunderbird)
11. Roulette (Roulette)
12. Racket (1/2) (Freunde zahlen nie 1/2)
13. Racket (2/2) (Freunde zahlen nie 2/2)

### Saison 3 (1991-1992)
1. Incertitude mortelle (Mit tödlicher Unsicherheit)
2. La Traque (Treibjagd)
3. Le Cygne noir (Der schwarze Schwan)
4. Et l'Opéra italien (... und die italienische Oper)
5. La Tête sous l'eau (Das Gesicht unter Wasser)
6. Le Maniaque du téléphone (Anruf in der Nacht)
7. Partenaire (Strohms Partner)
8. Jeu de piste à Amsterdam (Schnitzeljagd in Amsterdam)
9. Les Marchands de mort (Lieferanten des Todes)
10. La Mort ne paie pas (Tote zahlen nicht)
11. Une affaire d'honneur (Ehrensache)

### Saison 4 (1995)
1. Le Scarabée (Skarabäus)
2. La Jeune fille de St. Petersburg (Das Mädchen aus St. Petersburg)
3. La Face cachée de Vienne (Wien ist anders)
4. Fair-Play (Fair Play)
5. Un mari fantôme (Wanderer im Watt)
6. La Comtesse (Die Gräfin)
7. Entre frères (Unter Brüdern)
8. Légitime Défense (Notwehr)
9. Kids (The Kids)
10. Les Amis (Freunde)
11. Poupée russe (Babuschka)
12. Natascha (Natascha)
13. Arnaque  à l'assurance (Der Tod der kleinen Lady)
14. Détenu 3304 (Häftling 3304)

### Saison 5 (1996)
1. Frères de sang (Blutsverwandte)
2. L'Héritage d'Einstein (Einsteins Erbschaft)
3. Les Voleurs d'œufs (Der Eierdieb)
4. La Fille de Kafka (Kafkas Mädchen)
5. Histoire de famille (Familienbande)
6. Solo pour une Prima donna (Solo für die Primadonna)
7. Expertise sans équivoque (Einwandfreie Expertisen)
8. Déchets toxiques (Gefährliche Hundertstel)
9. Attention chantier (Der Eisenmann)
10. Crapaud (Kröte)
11. Affaire privée (Privatsache)